# Pitcairnia heterophylla
Pitcairnia heterophylla är en gräsväxtart som först beskrevs av John Lindley, och fick sitt nu gällande namn av Johann Georg Beer. Pitcairnia heterophylla ingår i släktet Pitcairnia och familjen Bromeliaceae. Inga underarter finns listade i Catalogue of Life.

## Bildgalleri

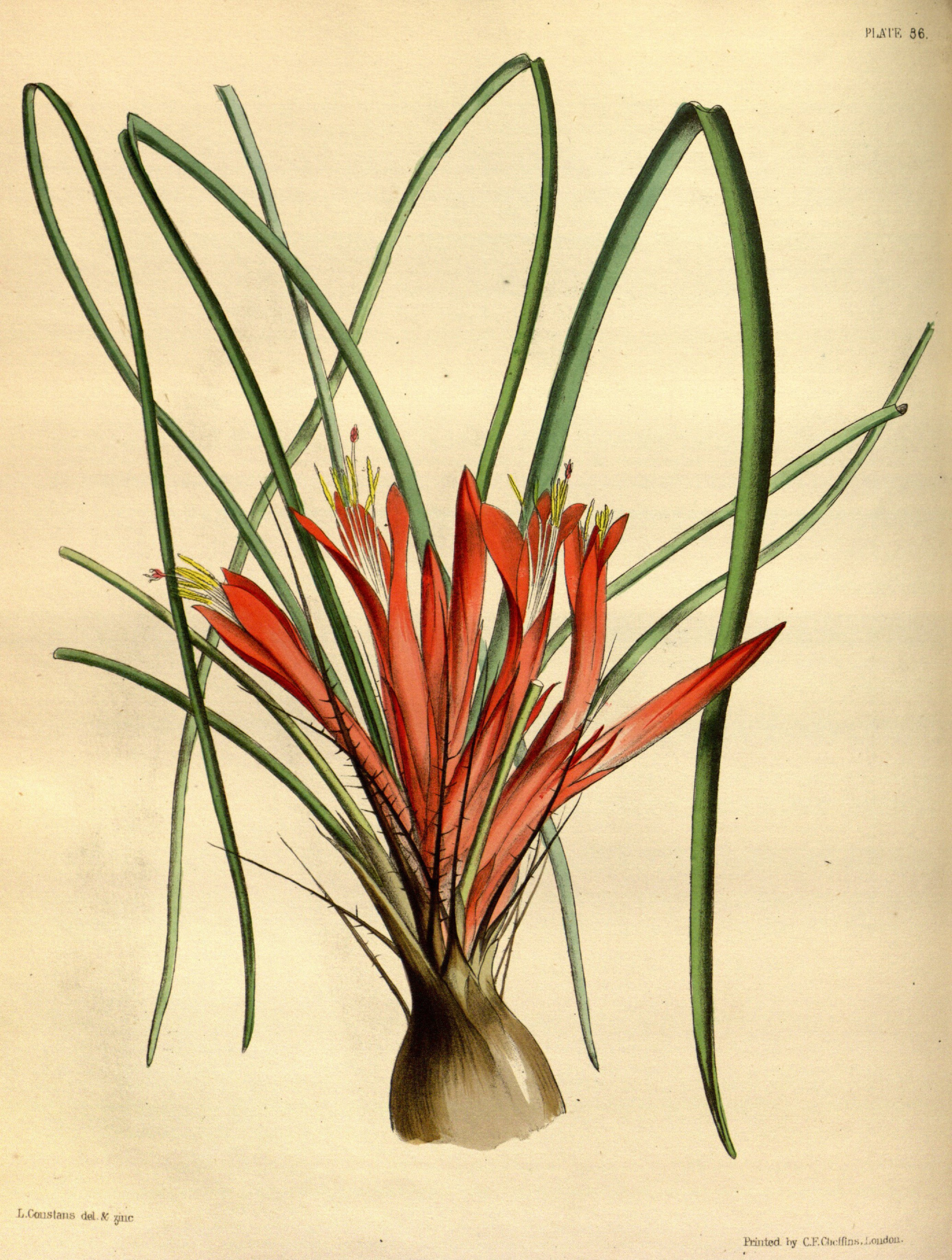